# Carretera Vitoria-Santa Cruz de Campezo
 A-132  es la denominación que recibe el tramo alavés de la carretera que une Vitoria con Estella por el puerto de Azáceta. Comienza al este de la capital de Álava y tras pasar Maestu y Santa Cruz de Campezo, finaliza en la frontera con la Comunidad Foral de Navarra, tres kilómetros al este de esta última localidad. Desde allí continúa hacia Estella como  NA-132-A . Antes de la transferencia de las carreteras comarcales a las diputaciones forales, esta carretera formó parte de la antigua comarcal  C-132 , que unía Vitoria con Lumbier por Estella y Tafalla. Asimismo, compartía el trazado con la  C-123 , que conectaba Vitoria con Valverde por Lodosa y Arnedo y que se bifurcaba en Acedo, ya en Navarra.

## Trazado
| Velocidad                            | Esquema | Carretera que enlaza                                                                                         |
| ------------------------------------ | ------- | --- |
|                                      |         | Vitoria |
|                                      |         | A-4117 Arcaya                                                                                                |
|                                      |         | A-4118 Ascarza A-2130 Otazu - Vitoria sur                                                                    |
|                                      |         | A-4119 Aberásturi                                                                                            |
|                                      |         | A-4107 Cerio - Ilárraza A-4159 Argandoña - Estíbaliz                                                         |
|                                      |         | A-4120 Villafranca                                                                                           |
|                                      |         | Andollu |
|                                      |         | Trocóniz |
|                                      |         | A-4121 Añua - Gáceta                                                                                         |
|                                      |         | Hijona |
|                                      |         | A-3112 Eguileta - Erenchun - Alegría                                                                         |
| Puerto de Azáceta (887 m)            |         | |
|                                      |         | Azáceta |
|                                      |         | Vírgala Mayor                                                                                                |
|                                      |         | A-4122 Apellániz                                                                                             |
|                                      |         | Vírgala Menor                                                                                                |
|                                      |         | A-3114 Cicujano - Iturrieta - Salvatierra A-4123 Apellániz                                                   |
|                                      |         | Maestu A-4124 Corres - San Román de Campezo                                                                  |
|                                      |         | Atauri |
|                                      |         | A-3136 Bujanda - San Román de Campezo - Bernedo                                                              |
|                                      |         | A-4125 Antoñana                                                                                              |
|                                      |         | A-126 Genevilla - Bernedo - Treviño Santa Cruz de Campezo A-2128 San Vicente de Arana - Opacua - Salvatierra |
|                                      |         | A-4161 Orbiso                                                                                                |
|                                      |         | |
| Continúa hacia Estella como NA-132-A |         | |